# Tha Carter IV
Tha Carter IV je deváté studiové album amerického rappera Lil Waynea. Album je pokračováním série Tha Carter. Bylo vydáno 29. srpna 2011 společnostmi Young Money Entertainment, Cash Money Records a Universal Republic Records.

## O Albu
Materiál pro album vznikal od roku 2008, kdy bylo vydáno velmi úspěšné album Tha Carter III. Prvním plánovaným termínem vydání byl konec roku 2010, ale po odkladech se termín posunul na srpen 2011. Odklad proběhl i kvůli Wayneovu pobytu ve vězení v roce 2010, kdy vydal alba Rebirth a I Am Not a Human Being.
O produkci se postarali odborníci jako Polow da Don, Cool & Dre, Bangladesh a Detail. Avšak album obsahuje i méně známé producenty jako je Willy Will, Young Fyre, Young Ladd, T-Minus nebo StreetRunner.
Základní verze alba má dvanáct hostů, mezi nimiž ční jména jako John Legend, Drake, Rick Ross, Nas, Busta Rhymes, Jadakiss nebo T-Pain.

### Singly
Prvním singlem byla píseň "6 Foot 7 Foot" (ft. Cory Gunz), která se umístila na 9. příčce žebříčku Billboard Hot 100 a získala certifikaci 2x platinový singl od společnosti RIAA za prolomení dvou milionového prodeje singlu.
Druhý singl "John" (ft. Rick Ross) obsadil 22. příčku žebříčku, prodalo se ho v USA přes 500 000 kusů, a tak získal certifikaci zlatý singl.
Následoval třetí singl popovější píseň "How to Love". Ta se vyšplhala na 5. příčku žebříčku a získala platinovou certifikaci.
Čtvrtým singlem je píseň "She Will" (ft. Drake). Debutovala na 3. příčce žebříčku, jako nejúspěšnější singl z alba.
Pátý singl byl vydán 13. září 2011. Šlo o píseň "Mirror", ten se umístil na 16. pozici.

## Po vydání
Album debutovalo na první příčce žebříčků Billboard 200, US Top R&B/Hip-Hop Albums, US Top Rap Albums a Canadian Albums Chart. V první týden prodeje v USA se prodalo 965 000 kusů. Z toho se 300 000 kusů prodalo digitálně, což zlomilo rekord v prodejnosti alb na iTunes v první týden prodeje, který předtím drželo album Watch the Throne. O druhý týden se v USA prodalo 219 000 kusů, což albu přineslo certifikaci platinová deska již v druhém prodejním týdnu. V Kanadě se o první týden prodalo 31 000 kusů, čímž album obsadilo první místo žebříčku Canadian Albums Chart. Po vydání alba bylo v žebříčku Billboard Hot 100 současně jedenáct písní z alba, více již měli jen The Beatles v roce 1964. Celkem se v USA prodalo 2 144 000 kusů alba. Album obdrželo certifikaci 2x platinová deska od společnosti RIAA. K únoru 2012 se alba celosvětově prodalo 3,5 milionů kusů.

### Další kritiky
- na Metacritic.com - 60/100 [8]
- v časopisu XXL - 4/5 (XL) [9]

## Seznam skladeb
| #  | Píseň                      | Host(é)                         | Producent(i)               | Délka |
| -- | -------------------------- | ------------------------------- | -------------------------- | ----- |
| 1  | "Intro"                    |                                 | Willy Will                 | 2:52  |
| 2  | "Blunt Blowin"             |                                 | Develop                    | 5:13  |
| 3  | "MegaMan"                  |                                 | MegaMan                    | 3:18  |
| 4  | "6 Foot 7 Foot"            | Cory Gunz                       | Bangladesh                 | 4:09  |
| 5  | "Nightmares of the Bottom" |                                 | Snizzy, Kenoe              | 4:41  |
| 6  | "She Will"                 | Drake                           | T-Minus                    | 5:06  |
| 7  | "How to Hate"              | T-Pain                          | Young Fyre                 | 4:39  |
| 8  | "Interlude"                | Tech N9ne, Andre 3000           | Willy Will                 | 2:01  |
| 9  | "John"                     | Rick Ross                       | Polow da Don, Rob Holladay | 4:47  |
| 10 | "Abortion"                 |                                 | StreetRunner, Commission   | 3:44  |
| 11 | "So Special"               | John Legend                     | Cool & Dre                 | 3:52  |
| 12 | "How to Love"              |                                 | Detail, Drum Up            | 4:00  |
| 13 | "President Carter"         |                                 | Infamous                   | 4:15  |
| 14 | "It's Good"                | Drake, Jadakiss                 | Young Ladd, Cool & Dre     | 4:02  |
| 15 | "Outro"                    | Bun B, Nas, Shyne, Busta Rhymes | Willy Will                 | 3:53  |

### Deluxe Edition Bonusy
- 16. "I Like the View"
- 17. "Mirror" (ft. Bruno Mars)
- 18. "Two Shots"

## Mezinárodní žebříčky
| Země                     | Umístění |
| ------------------------ | -------- |
| Austrálie                | 9        |
| Irsko                    | 19       |
| Kanada                   | 1        |
| Nový Zéland              | 8        |
| UK Albums Chart          | 8        |
| US Billboard 200         | 1        |
| US Billboard R&B/Hip-Hop | 1        |
| US Billboard Rap         | 1        |